# Brachiaria humidicola
Brachiaria humidicola es una especie de planta herbácea perteneciente a la familia de las poáceas.
Es una especie gramínea nativa de los trópicos. Son pastos erectos y rústicos, bajos y rastreros, su crecimiento es mediante estolones. Si bien es nativa de África, se la observa en Sudamérica y Asia. Sus tallos poseen hojas que miden entre 10 a 30 cm de longitud, de color verde intenso.

## Descripción
Es una planta perenne rústica, baja, laxamente cespitosa. Alcanza una altura de 1 m. Hojas con vaina pubescente; lígula representada por una línea de pelos; limbo plano. Inflorescencia formada por racimos unilaterales dispuestos a lo largo de un eje trígono y pubescente. Espiguillas cortamente pedunculadas, con flor inferior masculina y la superior hermafrodita. Glumas muy desiguales; la inferior membranosa, con nervios apenas marcados; la superior tan larga como la espiguilla, submembranosa, con 5 nervios y dorso convexo, setoso-pubescente. Flor inferior con lema submembranosa tan larga como la de la flor superior, pubescente; pálea más corta que la lema, membranosa. Flor superior con lema sin nervios aparentes, coriácea, glabra; pálea tan larga como la lema, con 2 quillas, coriácea en la madurez. Cariopsis elipsoidea o subesférica.

## Usos
Se la utiliza como pastura tropical de ganado bovino y equino. Por su contextura soporta pastoreo directo e intenso. 
También se la puede utilizar para control de erosión.